# Organització territorial de Belarús
A primer nivell territorial, Belarús està dividida en sis províncies (en belarús вoблacть, voblast') i en la ciutat de Minsk, que té un estatus especial.
A segon nivell, cada província és subdivideix en districtes o raion (en belarús рaëн). En total l'estat es divideix en 118 raions i en 10 ciutats.

## Províncies
| Província                       | Capital   | Població (estimació de 2009) | Superfície (km²) | Densitat (hab./km²) |
| ------------------------------- | --------- | ---------------------------- | ---------------- | ------------------- |
| Ciutat de Minsk Мінcк           | -         | 1.836.808                    | 305,50           | 7144,92             |
| Província de Biérastse Бе́расьце | Biérastse | 1.401.177                    | 32.790,68        | 43,69               |
| Província de Hòmiel Гoмeль      | Hòmiel    | 1.440.718                    | 40.361,66        | 36,25               |
| Província de Hrodna Грoднa      | Hrodna    | 1.072.381                    | 25.118,07        | 44,11               |
| Província de Mahiliou Мaгілëў   | Mahiliou  | 1.099.074                    | 29.079,01        | 38,73               |
| Província de Minsk Мінcк        | Minsk     | 1.422.528                    | 39.912,35        | 36,17               |
| Província de Vítsiebsk Віцебcк  | Vítsiebsk | 1.230.821                    | 40.049,99        | 31,55               |
| Belarús                         | Minsk     | 9.503.807                    | 207.617,26       | 46,55               |